# Ulusalcılık

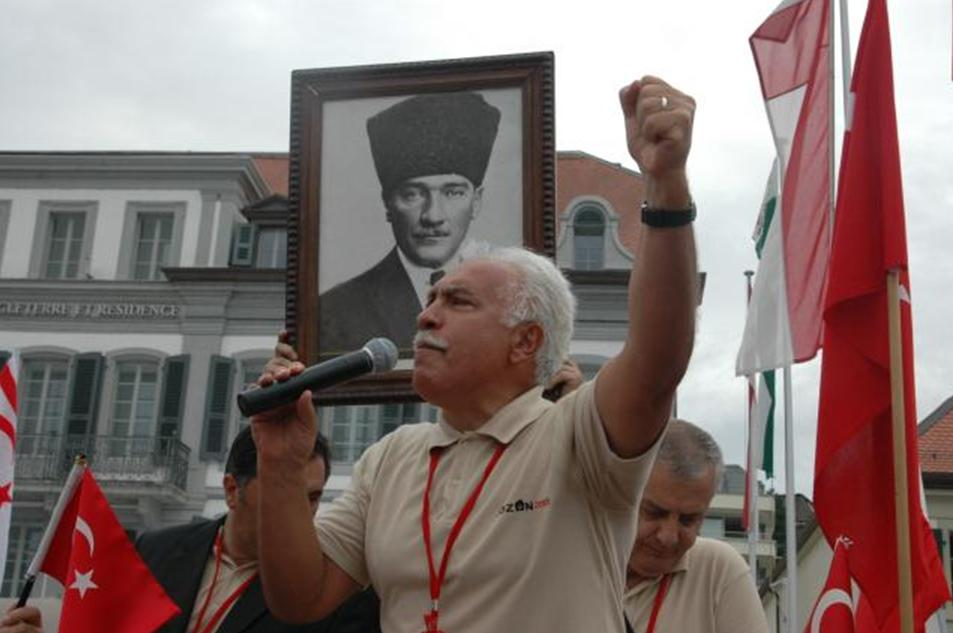
Doğu Perinçek à Lausanne en 2005

Ulusalcılık  est une idéologie laïque (laik), néo-nationaliste en Turquie qui est influencée par le Kémalisme. Jusqu'à la fin du XXe siècle, le mot était utilisé comme équivalent de « nationalisme »,. Cependant, au milieu des années 1990, il s'est transformé en une idéologie dirigée par les nationalistes de gauche Mümtaz Soysal et Doğu Perinçek.
L'idéologie kémaliste de gauche, qui est l'une des définitions courantes de l'Ulusalcılık  aujourd'hui, est aussi appelée « gauche nationale ». L'Ulusalcılık est selon la gauche nationale un mouvement qui défend des objectifs tels que la pleine indépendance , le développement de l'industrie nationale, l'élimination de la dépendance étrangère, la pleine production nationale, croit en la nécessité de préserver les principes fondateurs de base de la République, de préserver la structure unitaire de l'État -nation, de donner la priorité à la laïcité et "intérêts nationaux". Parallèlement à cela, il rejette l'internationalisme et synthétise le socialisme et le kémalisme, faisant la Révolution du 27 mai qui a émergé avec la Révolution démocratique post-nationale, exprime une vision politique kémaliste de gauche.

## Place sur l'échiquier politique
La majorité de ceux qui se décrivent comme Ulusalcı se définissent comme étant de la gauche politique. D'un point de vue différent, Rıza Türmen, député du CHP d'Izmir et ancien juge de la CEDH, a traité l'Ulusalcılık comme une sorte de "nationalisme kémaliste extrême" et a déclaré qu'on ne peut pas être à la fois ulusalcı et gauchiste.
À la Grande Assemblée nationale turque, le mot « Ulusalcılık » n'était utilisé que dans un sens nationaliste. Par exemple; Muharrem İnce, donnant l'exemple du politicien islamiste Necmettin Erbakan lors d'un débat au parlement, a déclaré : "Notre vision du monde n'était pas la même que feu Erbakan, mais il avait un côté ulusalcı, il avait une position nationale."

## Émergence

### Émergence d'une gauche nationale
Attilâ İlhan a utilisé le concept de «gauche nationale» en synthétisant les idéologies du socialisme et du kémalisme et a influencé le type de nationalisme de gauche.
Par ailleurs, le Mouvement Kadro dirigé par Şevket Süreyya Aydemir au sein du mouvement « gauche nationale » , qui est l'aile gauche du nationalisme, et le Magazine Direction, qui est la continuation du Magazine Kadro fondé par Doğan Avcıoğlu , ont publié le kémalisme et kémalisme plus étatistes et plus populistes, ils prônaient la synthèse du socialisme.
Dans ses articles et discours dans lesquels il exprimait ses opinions « turcistes et socialistes », Attilâ İlhan a souligné qu'après 1938, il s'était incliné devant les exigences de « l'impérialisme mondial » au lieu des intérêts nationaux, citant comme exemple la position droite d'Atatürk contre les États étrangers. Lorsqu'il a ouvert ses opinions aux cercles et aux écrivains qui publiaient des publications avec des idées politiques différentes, il a vu qu'ils étaient d'accord sur de nombreuses questions. L'écrivain et journaliste du journal Yeniçağ Arslan Bulut faisait partie de ceux qui étaient en pourparlers avec Attilâ İlhan depuis 1997. Une nation se réveille sous la direction d'Attilâ İlhan, dans laquelle des opinions nationalistes ont été annoncées à la suite des pourparlers. Une série de livres, intitulée Dans ces publications, İlhan a d'abord écrit seul des articles sur ses opinions nationalistes. D'innombrables auteurs qui ont partagé les idées d'Attilâ İlhan avant et après la série de livres ont écrit des livres sur des sujets similaires.

## Opinions au sein des nationalistes
Puisqu'il n'y a pas de définition commune de l'idéologie de l'Ulusalcılık, diverses opinions kémalistes et nationalistes ont eu lieu dans cette idéologie. Principalement, les Ulusalcı soutiennent que la structure unitaire de l'État-nation doit être préservée, que diviser le pays en éléments ethniques et dire que le pays est une mosaïque est contraire aux principes fondateurs du pays déterminés par Atatürk, et qu'il s'agit d'un jeu utilisé par l'impérialisme pour diviser le pays. Certains Ulusalcı ont voulu quitter l'Occident et ont adopté l'Eurasisme. Ce groupe nationaliste a montré en exemple que lorsque la Yougoslavie était un État-nation, elle était divisée en identités ethniques puis détruite par démembrement.
L'un des points communs des ulusalci est qu'ils défendent le Nationalisme d'Atatürk affirmé dans la Constitution et l'idée que « quiconque est lié à la République de Turquie par la citoyenneté est un Turc» . Comme l'indique l'article 3 de la Constitution, ils défendent un État de droit laïc et social et sont favorables à une indépendance totale. La plupart des ulusalci sont contre le libéralisme, beaucoup interprètent le principe d'étatisme d' Atatürk comme une économie planifiée et prônent une intervention totale de l'État et s'opposent aux capitaux et aux investissements étrangers en prônant le nationalisme économique.
Certains ulusalci s'opposent à la rupture avec les principes fondateurs de l'État et aux concessions de ses droits acquis internationalement et à la privatisation des institutions étatiques considérées comme ayant une valeur stratégique ou rentables. C'est aussi parmi les discours importants que la structure laïque de l'État s'est détériorée et que le syndicat de l'éducation (Tevhid-i Tedrisat) n'a pas été mis en place.

## Théorie du complot
En réaction à la montée d'un AKP réformiste mais résolument conservateur dans les années 2000, les Ulusalcılar ont proposé de nombreuses théories du complot. Le thème central de ces théories est une conspiration mondiale pour détruire la Turquie, qui serait dirigée par des pays tels que les États-Unis, les États membres de l'UE, la Grèce, Israël et l'Arménie, des ethnies telles que les Grecs, les Arabes et les Arméniens, et des idéologies telles que le libéralisme, le gauchisme anti-nationaliste et l'islamisme. Pour consolider davantage leurs prétentions, les leaders de l'idéologie ont cherché à « prouver historiquement » leurs théories, développant ainsi l'historiographie kémaliste et la radicalisant,,. Ces théories ont été popularisées par des médias tels que Sözcü, journal kémaliste et xénophobe convaincu . Selon Doğan Gürpınar, les théories sont principalement populaires parmi les Turcs laïcs de la classe moyenne supérieure; cependant, il note qu'il y a un manque de recherche définitive sur ce domaine.

## Partis politiques
- Parti patriote (Turquie)
- Parti des travailleurs (Turquie)